# Akkerwalstro
Akkerwalstro (Galium spurium) is een eenjarige plant, die behoort tot de sterbladigenfamilie. De soort komt voor in Zuidwest-Azië, Noord-Afrika en Zuid- en Midden-Europa en is inheems in Wallonië en komt als adventief in Vlaanderen voor. Het aantal chromosomen is 2n=20. Akkerwalstro lijkt veel op kleefkruid ( Galium aparine ). Het onderscheidt zich onder meer door de kleinere en geelgroen gekleurde bloemkroon en door de kleinere vruchten.
De plant wordt 10-40 cm hoog. De vierkante, liggende of opstijgende stengel is kaal of enigszins ruw. De steunblaadjes en het blad zijn niet van elkaar te onderscheiden, waardoor het lijkt alsof zes tot tien bladeren in een krans staan. Ze zijn stekelpuntig. De randen van de bladeren zijn naar achteren gericht.
Akkerwalstro bloeit vanaf mei tot in september. De bloeiwijze is een okselstandig bijscherm en bevat 3-9, geelgroene, 0,8-1.3 mm grote bloemen. De vier bloembladen zijn vergroeid tot een kroonbuis.
De zwarte vrucht is een 2-3 mm lange splitvrucht en is bezet met haakvormige haren (Galium spurium subsp. vaillantii of kaal (Galium spurium subsp. spurium). 

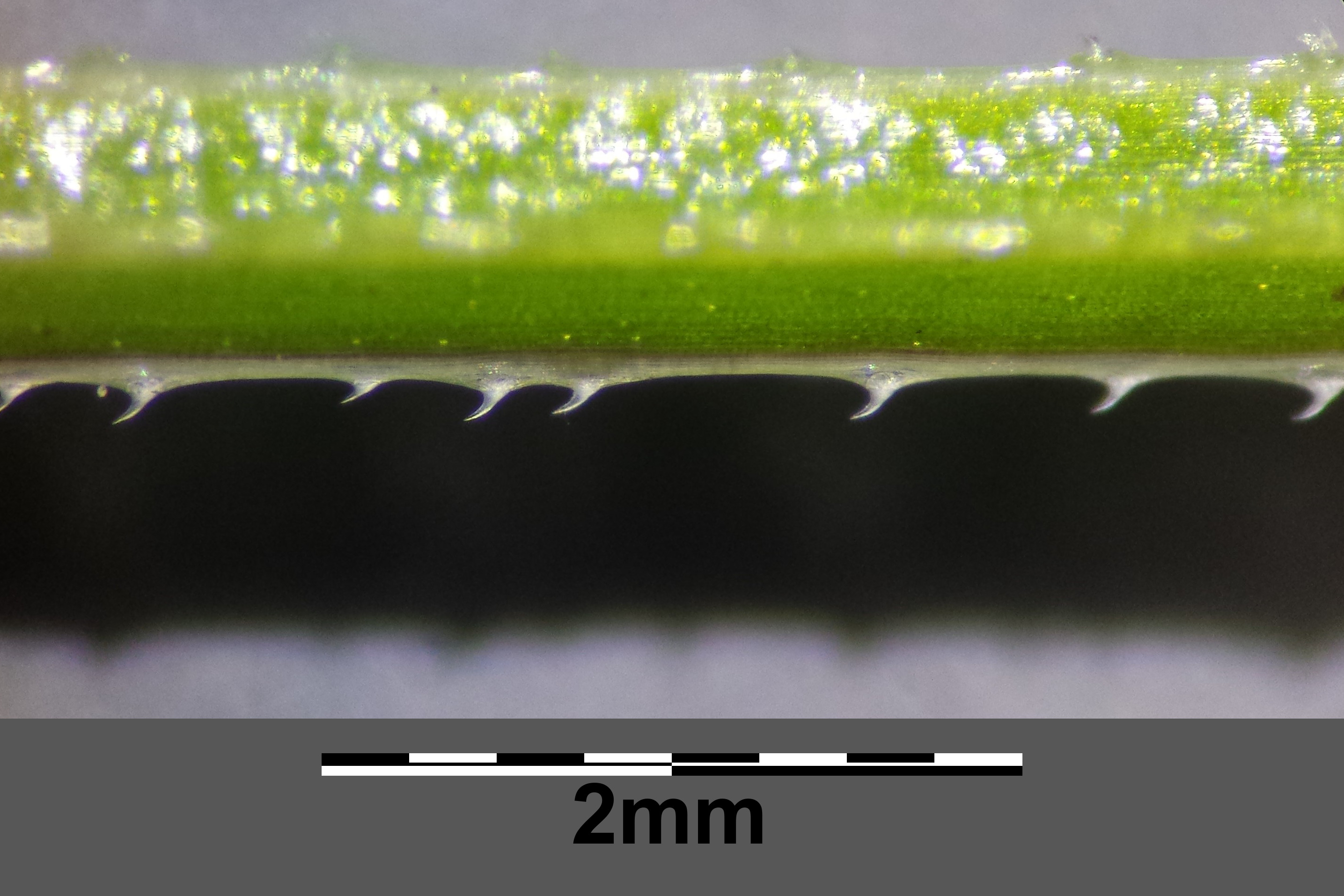
De stengel is bezet met naar beneden gerichte stekels
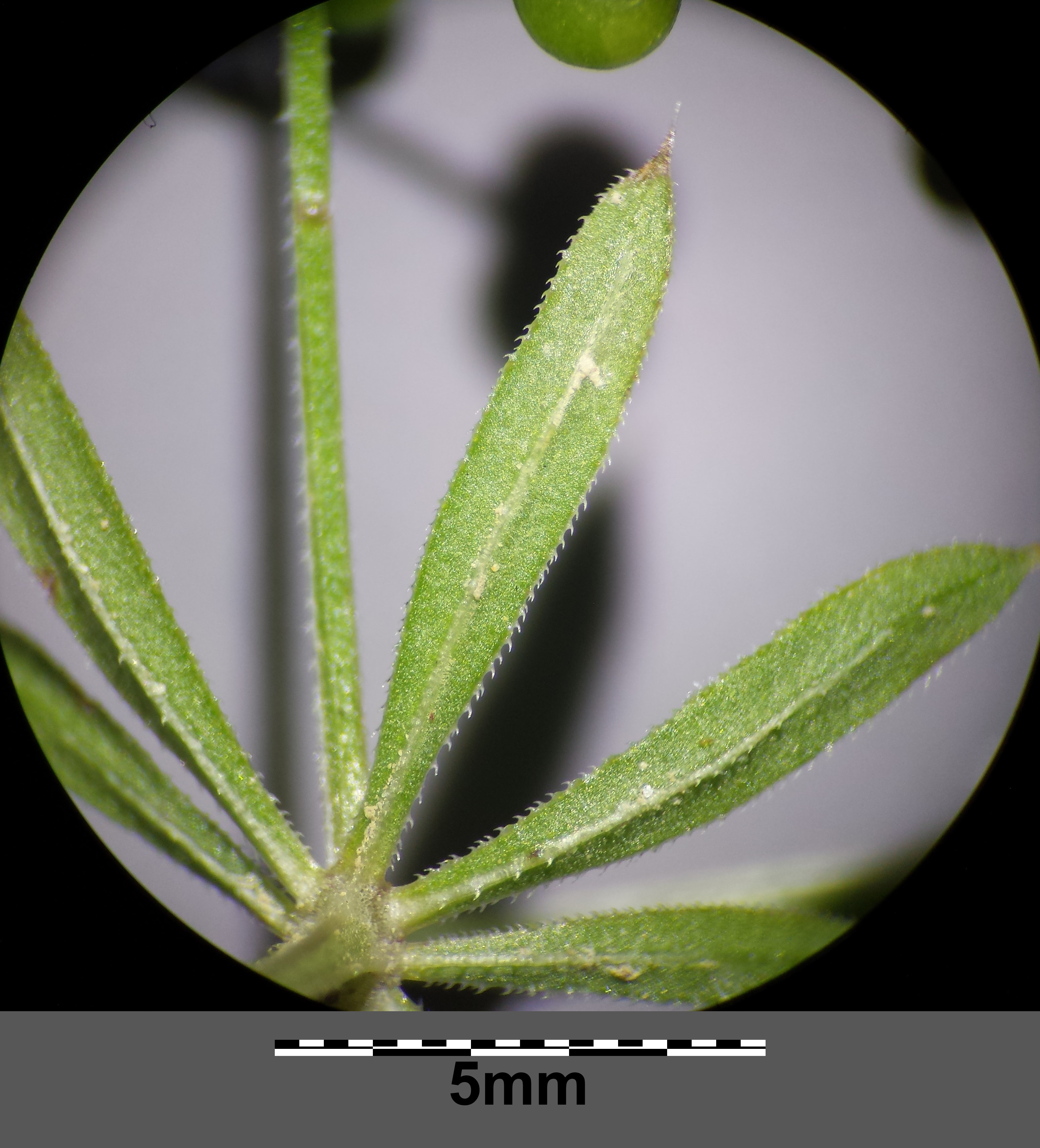
Bladeren en steunblaadjes
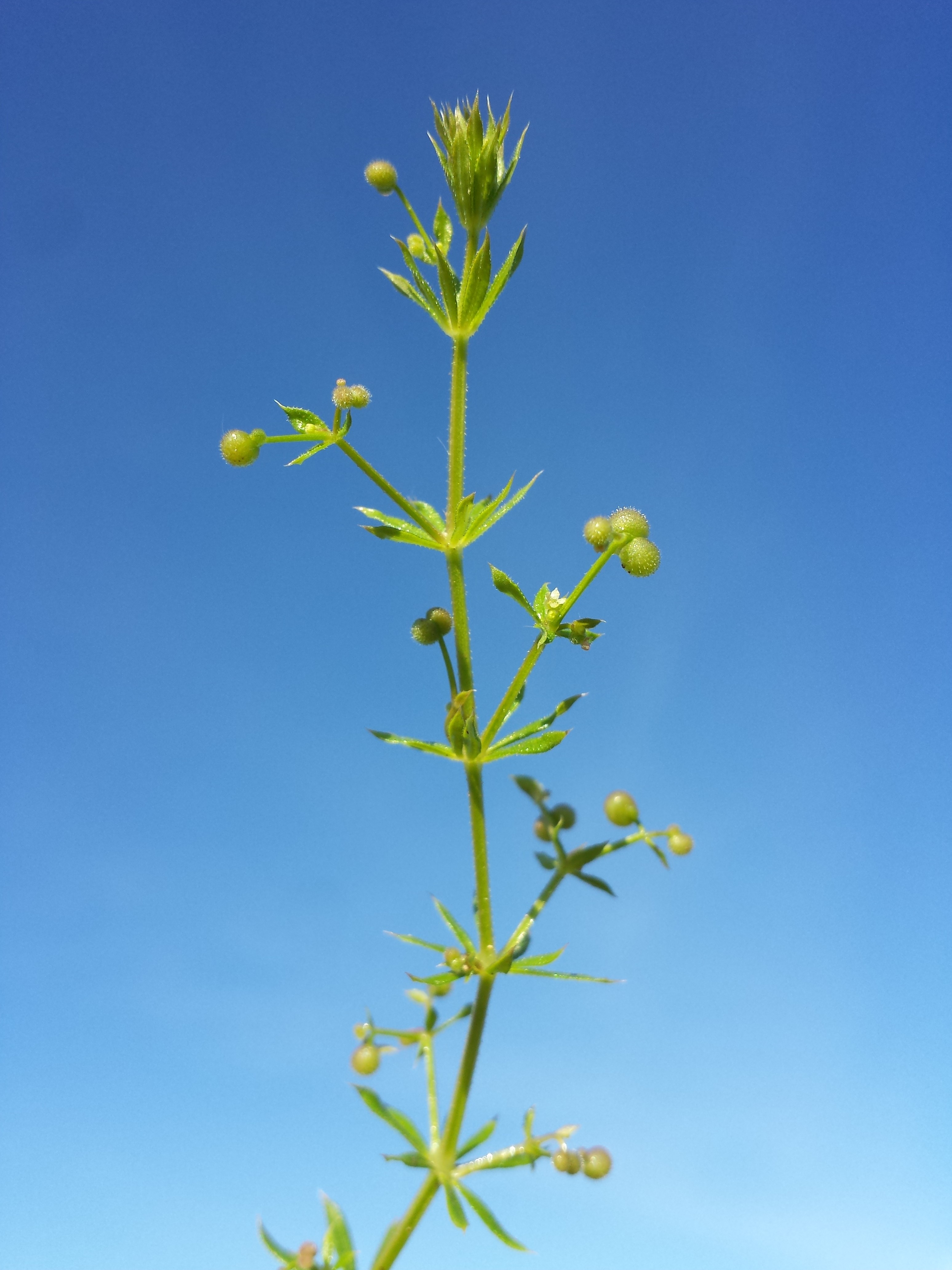
Bloeiwijze
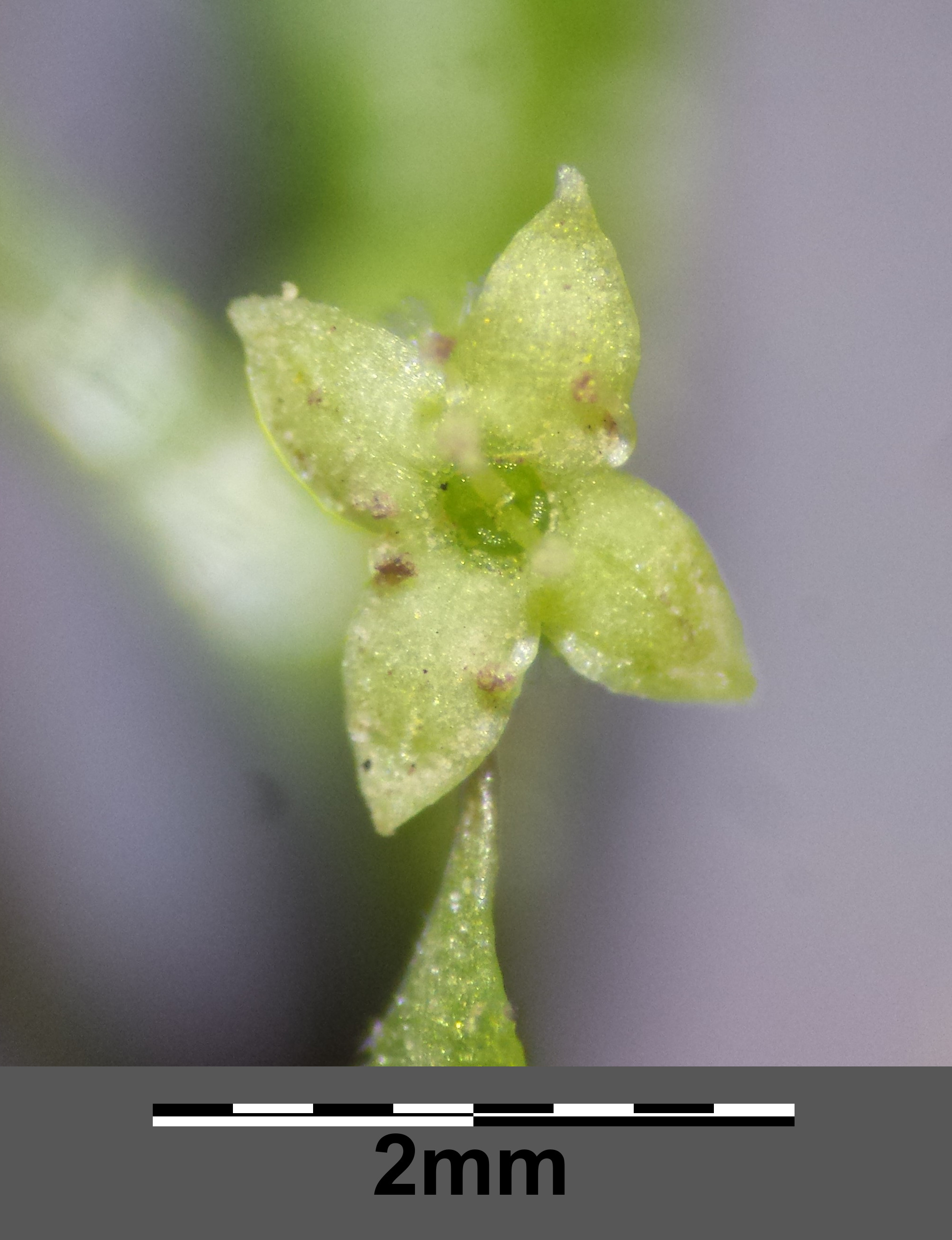
Bloem
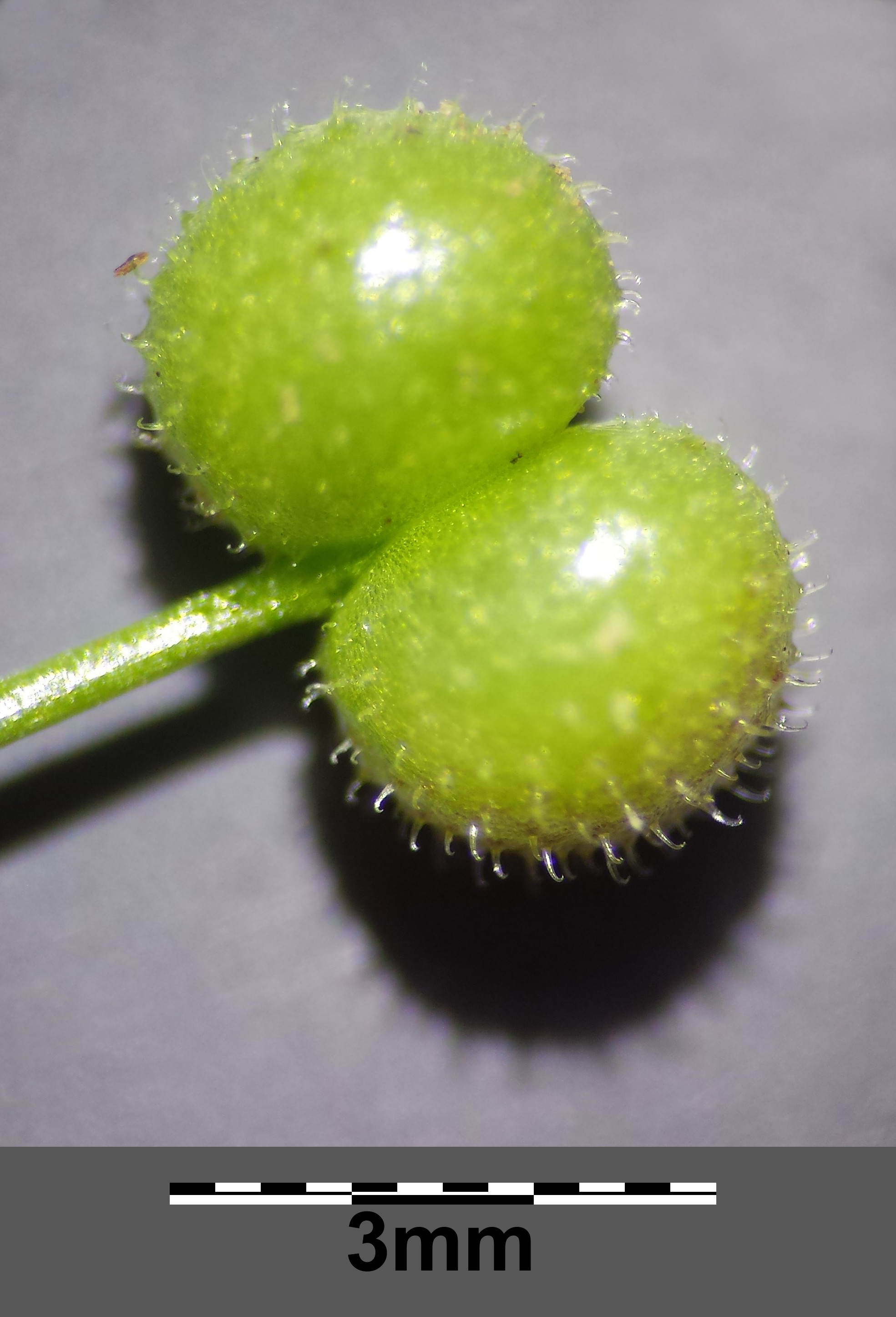
Vrucht met haakvormige haren (var. echinospermum)
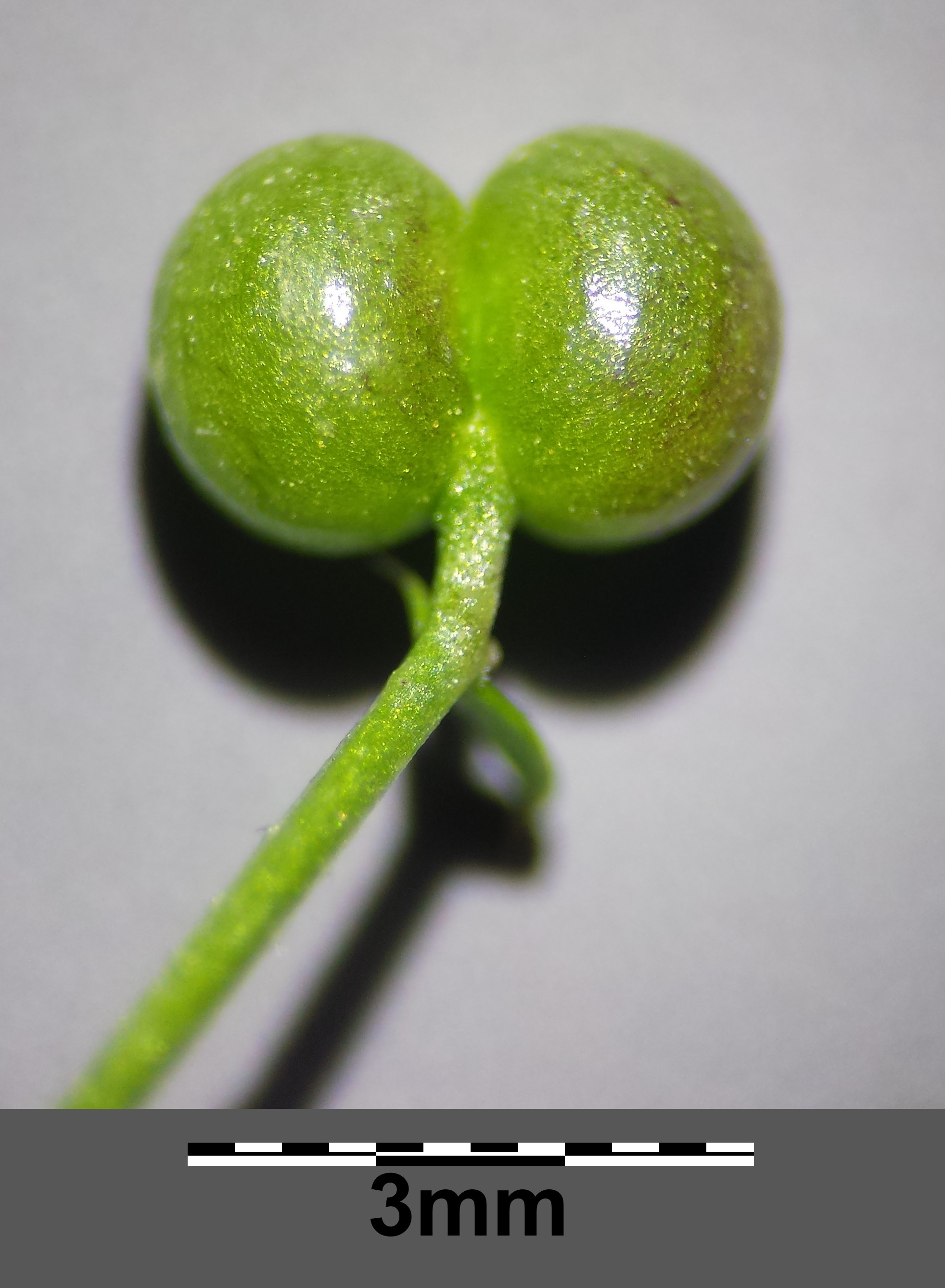
Kale vrucht (var. spurium)

Akkerwalstro komt voor op leemhoudende grond op akkerland, ruderale plaatsen, braakliggende grond, langs heggen en struwelen.

## Ondersoorten
Er worden drie of vier ondersoorten onderscheiden:
- Galium spurium subsp. africanum Verdc.: Komt voor in Sinaï en in de tropisch Afrikaanse bergen tot Zuidafrika, op Socotra  en op het zuidwestelijke Arabische schiereiland.[2]
- Galium spurium subsp. ibicinum (Boiss. & Hausskn.) Ehrend. (syn.: Galium ibicinum Boiss. & Hausskn., Galium linczevskyi Pobed.): Komt voor van Zuid-Turkije tot Centraal Azië.[2][3]
- Galium spurium L. subsp. spurium: Komt wijdverspreid in de gematigde streken van het noordelijk halfrond voor.[2] Volgens R. Govaerts is Galium spurium var. echinospermum (Wallr.) Klett & Richt. Galium spurium L. subsp. spurium
- Galium spurium subsp. vaillantii (DC.) Gaudin (syn.: Galium vaillantii DC., Galium vaillantii DC., Galium infestum Waldst. & Kit., Galium spurium subsp. infestum (Waldst. & Kit.) Janch. Volgens A. Dobignard, C. Chatelain, 2013[4] is deze ondersoort Galium spurium subsp. spurium[2]